# Takashi Shimura
Takashi Shimura 志村 喬 (Shimura Takashi?), född 12 mars 1905 i Ikuno, Hyōgo prefektur i Japan, död 11 februari 1982 i Tokyo, var en japansk skådespelare. Han är den skådespelare som tillsammans med Toshiro Mifune är främst känd för sitt samarbete med Akira Kurosawa. Hans roller omfattar läkaren i Den berusade ängeln (1948), detektiven i Herrelös hund (1949), vedhuggaren i Demonernas port (1950), den dödligt sjuke byråkraten Watanabei Att leva (1952), och den ledande samurajen Kambei i De sju samurajerna (1954). Shimura var den mest anlitade skådespelaren i Japan i sin generation.

## Karriär
Shimuras skådespelardebut kom i filmen Akanishi Kakita (1936) och en roll i Kenji Mizoguchis film Naniwa Hika - "Naniwas klagodikt"  (1936). Han tillägnade sig en mjuk, auktoritativ och lätt humoristisk spelstil. 
Shimura föddes i Nagato och studerade engelsk litteratur vid Kansai universitet.
Kurosawas filmsamarbete med Shimura mellan 1943 och 1980 började tidigare och varade längre än det med Mifune (1948–65). Shimura dök upp i regissörens debutfilm Sanshiro Sugata (1943), och i Kurosawas sena film Kagemusha (1980), för vilken Kurosawa skrev ett särskilt stycke åt Shimura. Scenen klipptes dock inför den västliga releasen och det blev föga känt att han deltagit i filmen. Till The Criterion Collections DVD släpp återinsattes Shimuras insats.
Utöver hans arbete med Kurosawa är Shimura även känd för sina roller i flera Japaneska monsterfilmer, såsom vetenskapsmannen Kyohei Yamane i de första två Godzilla-filmerna.

## Filmografi i urval
Shimura medverkade i 21 av Kurosawas 30 filmer. Urval och svenska titlar från Chaplin (1965).
- 1944 - Tora no Ō o Fumu Otokotachi Männen som trampade på tigerns svans
- 1950 - Demonernas port
- 1952 - Ikiru Att leva
- 1954 - De sju samurajerna
- 1954 - Godzilla - monstret från havet
- 1955 - Godzilla Raids Again
- 1957 - The Mysterians
- 1958 - Den vilda flykten
- 1961 - Mothra
- 1961 - Yojimbo - Livvakten
- 1962 - Gorath
- 1964 - Ghidorah, the Three-Headed Monster
- 1965 - Frankenstein - djävulsk skräck
- 1980 - Kagemusha – spökgeneralen